# Anne Lolk Thomsen
Anne Lolk Thomsen (Svendborg, 15 de mayo de 1983) es una deportista danesa que compitió en piragüismo en la modalidad de aguas tranquilas.
Ganó dos medallas en el Campeonato Europeo de Piragüismo, plata en 2005 y bronce en 2006, ambas en la prueba de K2 1000 m.
En la modalidad de maratón obtuvo siete medallas en el Campeonato Mundial entre los años 2003 y 2009, y una medalla en el Campeonato Europeo de 2003.

## Palmarés internacional
| Campeonato Europeo | Campeonato Europeo       | Campeonato Europeo | Campeonato Europeo |
| Año                | Lugar                    | Medalla            | Competición        |
| ------------------ | ------------------------ | ------------------ | ------------------ |
| 2005               | Poznań (Polonia)         | Medalla de plata   | K2 1000 m          |
| 2006               | Račice (República Checa) | Medalla de bronce  | K2 1000 m          |

| Campeonato Mundial | Campeonato Mundial                | Campeonato Mundial | Campeonato Mundial |
| Año                | Lugar                             | Medalla            | Competición        |
| ------------------ | --------------------------------- | ------------------ | ------------------ |
| 2003               | Valladolid (España)               | Medalla de plata   | K2                 |
| 2004               | Bergen (Noruega)                  | Medalla de plata   | K2                 |
| 2005               | Perth (Australia)                 | Medalla de bronce  | K2                 |
| 2006               | Trémolat (Francia)                | Medalla de oro     | K2                 |
| 2007               | Győr (Hungría)                    | Medalla de oro     | K2                 |
| 2008               | Týn nad Vltavou (República Checa) | Medalla de oro     | K2                 |
| 2009               | Vila Nova de Gaia (Portugal)      | Medalla de oro     | K2                 |
| Campeonato Europeo |                                   |                    |                    |
| Año                | Lugar                             | Medalla            | Competición        |
| 2003               | Gdansk (Polonia)                  | Medalla de bronce  | K2                 |